# Котелець (заповідне урочище)
Котеле́ць — заповідне урочище, яке знаходиться в Українських Карпатах. Об'єкт природно-заповідного фонду Івано-Франківської області. 
Розташоване в межах Калуського району Івано-Франківської області, на південний захід села Осмолода. 
Площа 7,2 га. Статус надано згідно з рішенням облвиконкому від 19.07.1988 року № 128. Перебуває у віданні ДП «Осмолодський лісгосп» (Осмолодське л-во, кв. 26, вид. 5). 
Статус надано з метою збереження частини лісового масиву з переважно смерековими насадженнями. Урочище розташоване на кам'янистих схилах долини потоку Котелець (притока річки Молода), в гірському масиві Ґорґани. 